# Werner Lamade
Werner Lamade (7 ottobre 1937) è un ex cestista tedesco.

## Carriera
Con la Germania Ovest ha partecipato ai Campionati europei del 1957.